# Bernard Sulzberger
Bernard Sulzberger (* 5. Dezember 1983 in Beaconsfield) ist ein ehemaliger australischer Straßenradrennfahrer.

## Sportliche Laufbahn
2005 gewann Bernard Sulzberger jeweils eine Etappe der Tour of Tasmania. 2007 wurde er Dritter der Gesamtwertung der Tour of Tasmania, und bei der Herald Sun Tour gewann er die Bergwertung. 2008 wurde er australischer Meister im Kriterium. 2009 entschied er die Gesamtwertung der Tour of Tasmania für sich sowie jeweils eine Etappe der Tour de Beauce und des Bay Cycling Classic. 2010 gewann er eine Etappe des Joe Martin Stage Race und 2011 erneut eine Etappe des Bay Cycling Classic. 2013 war er der Sieger der Tour de Taiwan. 2014 errang er bei den Ozeanienmeisterschaften die Bronzemedaille im Straßenrennen. 2016 beendete er seine Radsportlaufbahn.
Auch die Geschwister von Bernard Sulzberger waren Radsportler: Sein jüngerer Bruder Wesley war von 2006 bis 2016 aktiv, seine Schwester Grace von 2011 bis 2013.

## Erfolge
2005
- eine Etappe Tour of Tasmania

2008
- Australischer Meister – Kriterium

2009
- eine Etappe Tour de Beauce
- eine Etappe Bay Cycling Classic
- Gesamtwertung und eine Etappe Tour of Tasmania

2010
- eine Etappe Joe Martin Stage Race

2011
- eine Etappe Bay Cycling Classic

2013
- Gesamtwertung und eine Etappe Tour de Taiwan

2014
- Ozeanienmeisterschaft – Straßenrennen

## Teams
- 2006 DFL-Cyclingnews-Litespeed
- 2007 DFL-Cyclingnews-Litespeed
- 2008 Letua Cycling Team
- 2009 Fly V Australia
- 2010 Fly V Australia
- 2011 V Australia
- 2012 Team Raleigh-GAC
- 2013 Drapac Cycling
- 2014 Drapac Professional Cycling
- 2015 Drapac Professional Cycling
- 2016 Drapac Professional Cycling